# Josef Englisch
Josef Englisch (* 11. Januar 1835 in Freudenthal; † 5. Mai 1915 in Wien) war ein österreichischer Urologe und Chirurg. 

## Leben
Josef Englisch, gebürtig aus Freudenthal in Schlesien, widmete sich nach der Matura einem Studium der Medizin bei Johann von Dumreicher und Leopold von Dittel an der Universität Wien, das er 1863 mit dem Erwerb des akademischen Grades eines Dr. med. abschloss. In der Folge war er bis 1865 als Operationszögling an der 1. Chirurgischen Universitätsklinik bei Dumreicher, von 1866 bis 1869 als 1. Sekundararzt an der chirurgischen Abteilung Professor von Dittel im Allgemeinen Krankenhaus eingesetzt.
Josef Englisch, seit 1869 als praktischer Arzt zugelassen, wurde 1876 zum Primararzt der Chirurgischen Abteilung am Wiener Rudolf-Spital bestellt.  Zusätzlich habilitierte Josef Englisch sich in Chirurgie an der Universität Wien, wo er ab 1871 als Privatdozent, ab 1893 als außerordentlicher Professor lehrte. Der Forschungsschwerpunkt des im Jahre 1907 als Ehrenmitglied in die Deutsche Gesellschaft für Chirurgie aufgenommenen Josef Englisch lag auf dem Gebiet der Urologie.

## Schriften (Auswahl)
- Ueber multiple rezidivierende Knochenentzündung, 1869
- Über Ovarialhernien, 1873
- Über primäre Hydronephrose, 1878
- Albuminurie bei eingeklemmten Eingeweidebrüchen, 1883
- Über die Bedeutung der Erkrankungen des Plexus venosus prostaticus (Santorianus), 1893
- Ueber Taschen und Zellen der Harnblase, 1894
- Über die Bedeutung der angeborenen Verengerungen der Harnröhre, 1898
- Beiträge zu Albert Eulenburgs Real-Encyclopädie der gesammten Heilkunde. Erste Auflage.
  - Band 2 (1880) (Digitalisat), S. 165–167: Beschneidung; S. 200–222: Blasensteine; S. 222–227: Blasenstich; S. 412–415: Bougie; S. 528–561: Brüche
  - Band 3 (1880) (Digitalisat), S. 79–92: Catheterismus
  - Band 4 (1880) (Digitalisat), S. 298–304:  Ecstrophie der Blase, Hernia
  - Band 5 (1881) (Digitalisat), S. 17–22: Epispadie
  - Band 6 (1881) (Digitalisat), S. 159–165: Hämatocele; S. 540–566: Hoden; S. 641–651: Hydrocele
  - Band 7 (1881) (Digitalisat), S. 44–50: Hypospadie
  - Band 8 (1881) (Digitalisat), S. 612–637: Mastdarm
  - Band 9 (1881) (Digitalisat), S. 407–412: Nabelbruch; S. 487–490: Nephrotomie
  - Band 10 (1882) (Digitalisat), S. 402–422: Penis
  - Band 11 (1882) (Digitalisat), S. 28–37: Präputium; S. 45–72: Prostata
  - Band 14 (1883) (Digitalisat), S. 379–390: Variocele